# Angela Voigt
Angela Voigt, (geboren als Angela Schmalfeld; Weferlingen, 18 mei 1951 – Maagdenburg, 11 april 2013) was een Oost-Duitse verspringster. Ze is met name bekend wegens haar wereldrecord en haar olympische titel bij het verspringen.

## Biografie
Haar eerste succes boekte Voigt in 1973 bij de Oost-Duitse kampioenschappen. Door veroverde ze de nationale titel bij het verspringen en de vijfkamp.
In 1976 maakte ze haar internationale doorbraak. Op 9 mei 1976 verbeterde ze het wereldrecord tot 6,92 m. Tien dagen later werd haar record verbroken door haar landgenote Sigrun Siegl. Op de Olympische Spelen van 1976 in Montreal won ze een gouden medaille bij het verspringen. Met een beste sprong van 6,72 versloeg ze de Amerikaanse Kathy McMillan (zilver; 6,66) en de Russische Lidiya Alfeyeva (brons; 6,60). Sigrun Siegl stelde teleur bij het verspringen door slechts vijfde te worden, maar won een gouden plak op de vijfkamp.
Twee jaar later moest ze op de Europese kampioenschappen in Praag genoegen nemen met een zilveren medaille achter de Russische Vilhelmina Bardauskiené.
In haar actieve tijd kwam Angela Voigt uit voor SC Magdeburg. In 1982 zette ze een punt achter haar sportcarrière.
Angela Voigt overleed op 11 april 2013 na een kort ziekbed op de leeftijd van 61 jaar. Ze laat een echtgenoot en twee zoons achter.

## Titels
- Olympisch kampioene verspringen - 1976
- Oost-Duits kampioene verspringen - 1973, 1976, 1978, 1979
- Oost-Duits indoorkampioene verspringen - 1973, 1974, 1976, 1982
- Oost-Duits indoorkampioene vijfkamp - 1973

## Persoonlijke record
- verspringen - 6,92 m (1976)

## Palmares

### verspringen
- 1973:  Oost-Duitse indoorkamp. - 6,35 m
- 1973:  Oost-Duitse kamp. - 6,76 m
- 1974:  Oost-Duitse indoorkamp. - 6,60 m
- 1975:  Oost-Duitse kamp. - 6,61 m
- 1976:  Oost-Duitse indoorkamp. - 6,76 m
- 1976:  Oost-Duitse kamp. - 6,74 m
- 1976:  OS - 6,72 m
- 1978:  Oost-Duitse kamp. - 6,61 m
- 1978:  EK - 6,79 m
- 1979:  Oost-Duitse kamp. - 6,68 m
- 1982:  Oost-Duitse indoorkamp. - 6,56 m

### vijfkamp
- 1973:  Oost-Duitse indoorkamp. - 4449 p

1948: Olga Gyarmati ·
1952: Yvette Williams ·
1956: Elżbieta Krzesińska ·
1960: Vera Krepkina ·
1964: Mary Rand ·
1968: Viorica Viscopoleanu ·
1972: Heide Rosendahl ·
1976: Angela Voigt ·
1980: Tatjana Kolpakova ·
1984: Anișoara Cușmir-Stanciu ·
1988: Jackie Joyner-Kersee ·
1992: Heike Drechsler ·
1996: Chioma Ajunwa ·
2000: Heike Drechsler ·
2004: Tatjana Lebedeva ·
2008: Maurren Maggi ·
2012: Brittney Reese ·
2016: Tianna Bartoletta ·
2020: Malaika Mihambo ·
2024: Tara Davis-Woodhall